# L'areostato nero
L'areostato nero è un romanzo di avventura a sfondo fantascientifico dello scrittore e medico italiano Alberto Orsi, pubblicato nel 1912 con illustrazioni di Adriano Minardi.

## Storia editoriale
L'edizione originale uscì a Firenze presso R. Bemporad & F. nel 1912, illustrato con 18 vignette di Adriano Minardi.

## Trama
La vicenda è incentrata su un dirigibile ("areostato") di colore nero, protagonista di un'impresa eccezionale nei cieli; il romanzo, di ambientazione aeronautica, segue il modello narrativo tipico della letteratura avventurosa dell'epoca.

## Critica
Negli studi sulla fantascienza italiana, il romanzo di Orsi è menzionato tra le prime opere che hanno anticipato il genere, prima della sua piena affermazione nel secondo dopoguerra, ed è trattato prevalentemente come documento storico e bibliografico.

## Edizioni
- Alberto Orsi, L'areostato nero, illustrazioni di Adriano Minardi, Firenze, R. Bemporad & F., 1912.